# Abdulmajid
Abdulmajid (arabisch عبد المجيد / ʿAbd al-Madschīd) bzw. Abd al-Madschid ist ein männlicher arabischer Vorname.

## Herkunft und Bedeutung
Der Name setzt sich aus den Worten „Abd“, „al“ und „Madschid“ zusammen und bedeutet wortwörtlich ‚Diener des Glorreichen‘. „Al-Maǧīd“ ist einer der 99 Gottesnamen im Koran, somit bedeutet der Name also eigentlich „Diener Gottes“.

## Varianten
Wie bei allen Personennamen, die die arabische Wortgruppe Abd al („Diener von“) enthalten, wird der zweite Vokal nicht betont. Dadurch sind verschiedene Varianten im Gebrauch, in erster Linie Abdelmajid. Die türkische Variante des Namens ist Abdülmecid. Durch deutsche Transkription arabischer in lateinische Schriftzeichen kann auch Abdul Madschid oder Abdel Madschid geschrieben werden, das ist heute allerdings unüblich.

## Namensträger

### Vorname
- Abd al-Madschid al-Qaʿud (1943–2021), libyscher Politiker
- Abd al-Madschid Kubar (1909–1988), libyscher Premierminister
- Abdelmaǧīd al-Qaṣʿaǧī (1932–1997), tunesisch-französischer Künstler
- Abdelmajid Chetali (* 1939), tunesischer Fußballspieler
- Abdelmajid Bourebbou (* 1951), algerischer Fußballspieler
- Abdelmadjid Guem Guem (1947–2021), französischer Musiker
- Abdol Madschid Mirza (1845–1927), iranischer Prinz und Premierminister
- Abdul Majeed Waris (* 1991), ghanaischer Fußballspieler
- Abdul Majid (* 1914), afghanischer Botschafter und Minister
- Abdul Majid Zabuli (1896–1998), afghanischer Politiker
- Abdülmecid I. (1823–1861), osmanischer Sultan
- Serhane Ben Abdelmajid Fakhet (1968–2004), tunesischer Terrorverdächtiger

### Familienname
- Iman Abdulmajid (* 1955), somalisches Fotomodell
- Sufin Abdel-Madschid († 2015), irakischer Brigadegeneral